# Willem van Heeckeren van Kell
Pour les articles homonymes, voir Van Heeckeren et Kell.
Le baron Willem van Heeckeren van Kell, né à Ruurlo le 1er juillet 1815 et mort à Ruurlo le 10 février 1914, est un homme politique néerlandais. Il est le fils de Willem Hendrik Alexander Carel van Heeckeren van Kell.

## Carrière
- Chambellan du Roi
- Bourgmestre de Angerlo (1845-1860)
- Directeur du cabinet du Roi (1868-1877)
- Ministre de Affaires étrangères (1877-1879)
- Membre de la seconde Chambre (1882-1884)
- Chambellan de la reine Wilhelmine des Pays-Bas (1898-1914)

## Distinctions
- Commandeur de l'ordre du Lion néerlandais

## Sources
- (nl) Sa fiche sur parlement.com
- (nl) Nieuw Nederlandsch Biografisch Woordenboek